# Даріуш Павловський
Даріуш Павловський (пол. Dariusz Pawłowski, нар. 25 лютого 1999, Забже, Польща) — польський футболіст, фланговий захисник клубу «Радом'як» (Радом).

## Клубна кар'єра
Даріуш Павловський народився у місті Забже і є вихованцем місцевого клубу «Гурник».З 2012 року Даріуш грав у молодіжній команді. З 2016 року футболіста почали залучати до тренувань і матчів у складі першої команди. Та перші сезони футболіст провів у дублі команди, що виступає у Третій лізі чемпіонату Польщі.
Половину сезону 2018/19 Павловський провів в оренді у клубі Першої ліги «Термаліка Брук-Бет».
З 2022 року захищає кольори клубу «Радом'як» (Радом).

## Збірна
Даріуш Павловський зіграв два матчі у складі юнацької збірної Польщі (U-19).